# Salacia adolfi-friderici
Salacia adolfi-friderici är en benvedsväxtart som beskrevs av Ludwig Eduard Theodor Loesener och Hermann Harms. Salacia adolfi-friderici ingår i släktet Salacia och familjen Celastraceae. Inga underarter finns listade.